# مارکوس گرونهولم
مارکوس گرونهولم (فنلاندی: Marcus Grönholm؛ زادهٔ ۵ فوریهٔ ۱۹۶۸) راننده رالی اهل فنلاند است.
وی که در تیم‌های تویوتا موتوراسپورت، پژو اسپورت و تیم رالی جهانی فورد عضویت داشته در سال‌های ۲۰۰۰ و ۲۰۰۲ قهرمان رالی قهرمانی جهان شده‌است.